# Épisodes de Tonnerre mécanique
Cet article présente le guide des épisodes de la série télévisée Tonnerre mécanique.

## Distribution

### Acteurs principaux
- Rex Smith (VF : Edgar Givry) : Jessie Mach
- Joe Regalbuto (VF : François Leccia) : Norman Tuttle
- Richard Venture (VF : Albert Augier) : Leo Altobelli
- Jeannie Wilson (VF : Catherine Lafond) : Rachel Adams (épisodes 2 à 13)

### Acteur récurrent
- Raymond Singer : Bernie Goldberg (épisodes 1, 6, 8 et 12)

### Acteurs invités
- Lawrence Pressman : Thomas Miller (épisode 1)
- Robert Beltran : Marty Walsh (épisode 1)
- Christopher Lloyd : Anthony Corrido (épisode 1)
- George Clooney : Kevin Stark (épisode 2)
- Marjoe Gortner : Joseph Cannon (épisode 3)
- Nicholas Worth : Monsieur Girard (épisode 3)
- Bernard White : Bobby (épisode 3)
- Sybil Danning : Linda Martin (épisode 4)
- Leslie Bevis : Annie (épisode 4)
- Gregory Itzin : Harvey (épisode 4)
- James Whitmore Jr. : Neil Jacobs (épisode 5)
- Daphne Ashbrook : Deborah Shain (épisode 5)
- Kai Wulff : Bingham (épisode 5)
- Clu Gulager : Will Gassner (épisode 6)
- Earl Boen : Peter Reiger (épisode 6)
- Keye Luke : Monsieur Ming (épisode 7)
- Bianca Jagger : Simone Prevera (épisode 8)
- Charles Napier : John Slade (épisode 9)
- Joanna Kerns : Mona Williams (épisode 9)
- Belinda Montgomery : Stefanie Craig (épisode 10)
- M. C. Gainey : Frankie Monroe (épisode 11)
- Dennis Franz : Inspecteur Frank Menlo (épisode 12)
- Marc Alaimo : Phillip Truman (épisode 12)
- Robert Costanzo : Phil Simkins (épisode 13)

## Épisodes

### Épisode 1:La Naissance du faucon
- États-Unis : 4 janvier 1985 sur ABC
- France : 25 avril 1986 sur La Cinq

- Jayne Modean (Sandy McCoy)
- Lawrence Pressman (Thomas Miller)
- Robert Beltran (Marty Walsh)
- Christopher Lloyd (Anthony Corrido)
- John Carter (Elliott Kirby)
- Doug Cox (Freddie Williams)
- Timothy Thompson (Officier Saunders)
- Raymond Singer (Bernie Goldberg)

### Épisode 2:Visite imprévue
- États-Unis : 11 janvier 1985 sur ABC
- France : 13 juin 1986 sur La Cinq

- George Clooney (Kevin Stark)
- Marco Rodriguez (Pauley)
- Robert Lipton (Burton Levine)
- James Walsh (Mouse)
- John Wesley (Keith Damon)
- Sal Landi (Nicky Levine)
- Jason Corbett (Officier Dell)

### Épisode 3:L'Accompagnateur
- États-Unis : 18 janvier 1985 sur ABC
- France : 4 juillet 1986 sur La Cinq

- Marjoe Gortner (Joseph Cannon)
- Milt Oberman (Mitchell Elkins)
- Michael Horsley (Al Kirksey)
- Robert Dryer (Tommy Kirksey)
- Nicholas Worth (Monsieur Girard)
- Bernard White (Bobby)

### Épisode 4:Le Témoin
- États-Unis : 25 janvier 1985 sur ABC
- France : 2 mai 1986 sur La Cinq

- Christopher Thomas (Jimmy Pinard)
- Christie Houser (Donna Martin)
- Stephen Liska (Mikey)
- Robert Miranda (Harry)
- Sybil Danning (Linda Martin)
- Leslie Bevis (Annie)
- Gregory Itzin (Harvey)
- Jay Fenichel (Bobby)
- Barry Berman (Stick)

### Épisode 5:Deborah
- États-Unis : 1er février 1985 sur ABC
- France : 25 avril 1986 sur La Cinq

- James Whitmore Jr. (Neil Jacobs)
- Daphne Ashbrook (Deborah Shain)
- Charles Lampkin (Artie Shank)
- Kai Wulff (Bingham)
- Michael MacRae (Hooper)
- Lee Ving (Virgil Powell)
- Barrie Ingham (Le réalisateur)

### Épisode 6:Chantage à l'assurance
- États-Unis : 8 février 1985 sur ABC
- France : 9 mai 1986 sur La Cinq

- Clu Gulager (Will Gassner)
- Kristen Meadows (Diana Gassner)
- Tige Andrews (Morgan Hartmann)
- Jere Burns (Eddie Watson)
- Raymond Singer (Bernie Goldberg)
- Hank Brandt (Nick)
- Earl Boen (Peter Reiger)

### Épisode 7:Chinatown
- États-Unis : 15 février 1985 sur ABC
- France : 11 juillet 1986 sur La Cinq

- Shelagh McLeod (Lilli)
- Beulah Quo (Tante Pearl)
- James Saito (Joe Ching)
- Sab Shimono (Monsieur Chen)
- Aki Aleong (Le chef des Tong)
- Keye Luke (Monsieur Ming)
- Nelson Mashita (Chang)
- Robert Kim (Lao)
- Richard Kwong (Monsieur Wang)

### Épisode 8:Le Mercenaire
- États-Unis : 22 février 1985 sur ABC
- France : 30 mai 1986 sur La Cinq

- Mayf Nutter (Eric Gault)
- Greta Blackburn (Francine)
- Raymond Singer (Bernie Goldberg)
- Bianca Jagger (Simone Prevera)
- Morgan Lofting (Juge Hanover)

### Épisode 9:Trafic
- États-Unis : 1er mars 1985 sur ABC
- France : 23 mai 1986 sur La Cinq

- Charles Napier (John Slade)
- Joanna Kerns (Mona Williams)
- Richard Kuhlman (Kirk)
- Sam Ingraffia (Alfred Molina)
- George McDaniel (Costa)
- Lisa Coppenolle (Pamela)
- Tammy Brewer (Jeanie)

### Épisode 10:Un livre Mortel
- États-Unis : 8 mars 1985 sur ABC
- France : 6 juin 1986 sur La Cinq

- Belinda Montgomery (Stefanie Craig)
- Don Hood (C.L. Howe)
- John DiSanti (Donald Jordan)

### Épisode 11:Le Pur Sang
- États-Unis : 2 mai 1985 sur ABC
- France : 27 juin 1986 sur La Cinq

- Barbara Stock (Elizabeth Morgan)
- Bibi Besch (Corinne Collins)
- Jeff Pomerantz (Harry Stone)
- Tom Simcox (Keller)
- M.C. Gainey (Frankie Monroe)
- Walker Edmiston (Docteur Hatfield)
- James Oliver (Belding)
- Frank Lugo (Garcia)

### Épisode 12:L'Assassin
- États-Unis : 9 mai 1985 sur ABC
- France : 16 mai 1986 sur La Cinq

- Dennis Franz (Inspecteur Frank Menlo)
- Ann Turkel (Melanie Ryan / Katherine Reese)
- Paul Rossilli (Steven Cavanaugh)
- Marc Alaimo (Phillip Truman)
- David Olivier (Bernard Ferrer)
- Raymond Singer (Bernie Goldberg)
- Tom Everett (Drummond)

### Épisode 13:Insécurité
- États-Unis : 16 mai 1985 sur ABC
- France : 20 juin 1986 sur La Cinq

- Catherine Parks (La fille de Simkins)
- Bert Rosario (Joey)
- Phil Rubenstein (Abe)
- John Aprea (Dumos)
- James Emery (Albert)
- Robert Costanzo (Phil Simkins)
- Harry Northup (Carl)
- Gammy Singer (Madame Scroope)